# Marshallville (Georgia)
Marshallville város az USA Georgia államában, Macon megyében. Lakosainak száma 1048 fő (2020. április 1.).

## Népesség
A település népességének változása:

| 2010 | 1 448 |
| 2020 | 1 048 |